# Maurice Leblanc
Maurice Leblanc (Rouen, 11 december 1864 – Perpignan, 6 november 1941) was een Frans schrijver.
Leblanc debuteerde als schrijver in 1890. Hij creëerde met het personage van Arsène Lupin dat soms de Franse Sherlock Holmes wordt genoemd, hoewel Lupin duidelijk misdaden pleegt en Holmes ze oplost. Het personage van Arsène Lupin dat in 17 van zijn politieromans voorkomt, en ook in 29 novelles en 5 toneelstukken, alle geschreven tussen 1905 en 1941, wordt geacht gebaseerd te zijn op de Franse meester-inbreker Marius Jacob.
Op 17 januari 1908 werd hij benoemd tot Ridder in het Legioen van Eer. Na zijn overlijden werd hij van Perpignan terug naar Parijs gebracht en begraven in het Cimetière du Montparnasse.
- Bibsys: 90336645
- Biblioteca Nacional de España: XX965381
- Bibliothèque nationale de France: cb11911878f (data)
- Catàleg d'autoritats de noms i títols de Catalunya: 981058527490006706
- Gemeinsame Normdatei: 118779125
- International Standard Name Identifier: 0000 0001 2123 5675
- Library of Congress Control Number: n50042568
- Nationale Bibliotheek van Letland: 000053844
- Base Léonore: 19800035/548/62695
- MusicBrainz: bf19f5cb-cb3b-4f2b-a8eb-513ed6ac62bd
- Bibliotheek van het Japanse parlement: 00447140
- Nationale Bibliotheek van Tsjechië: jn19990004935
- Nationale bibliotheek van Australië: 35296387
- Nationale Bibliotheek van Israël: 987007274874105171
- Nationale Bibliotheek van Polen: a0000001105808
- Nationale en Universitaire bibliotheek Zagreb: 000014856
- Nederlandse Thesaurus van Auteursnamen: 068954220
- Réseau des bibliothèques de Suisse occidentale: 02-A023455767
- Istituto Centrale per il Catalogo Unico: CFIV082584
- LIBRIS: 328666
- SNAC: w6qv79w0
- Système universitaire de documentation: 026975882
- Trove: 901736
- Virtual International Authority File: 22144617
- WorldCat: E39PBJtxb3PPF4cxTCVVK9J7HC